# Husåbäcktjärnarna (Åre socken, Jämtland, 704198-135924)
Husåbäcktjärnarna är en sjö i Åre kommun i Jämtland och ingår i Indalsälvens huvudavrinningsområde.